# З
З, з は、キリル文字のひとつ。アラビア数字の 3 に字形が似ているが別物である。

## 由来
ギリシャ文字のΖ（ゼータ）に由来し、ラテン文字のZに相当する。対応するグラゴル文字はⰈ (zemlja、ゼムリャ、ロシア語の「土地」の意)。キリル文字を使わない文化圏で文字であることが明らかな場合に「Ze」で表記することがある。

## 呼称
- ロシア語: зэ（ゼー）
- ウクライナ語：ゼー
- ブルガリア語：ズ
- 古代教会スラヴ語：ゼムリャ (Ꙁ, ꙁ)
- キルギス語：ゼー

## 音素
原則として /z/ を表す。無声化する場合は /s/ となる。

## アルファベット上の位置
ロシア語・ベラルーシ語・マケドニア語・セルビア語の第 9 字母、ウクライナ語の第 10 字母、ブルガリア語の第 8 字母である。

## 符号位置
| 大文字 | Unicode | JIS X 0213 | 文字参照        | 小文字 | Unicode | JIS X 0213 | 文字参照        | 備考 |
| ------ | ------- | ---------- | --------------- | ------ | ------- | ---------- | --------------- | ---- |
| З      | U+0417  | 1-7-9      | &#x417; &#1047; | з      | U+0437  | 1-7-57     | &#x437; &#1079; |      |

## 声調記号
中国で1957年に制定されたチワン語表記法では、アラビア数字の 3 との字形の類似性から、第 3 声（高平調）を示す声調記号として採用されたが、1981年に修正された新表記法ではラテン文字の j に変更された。